# Kirjat Šalom

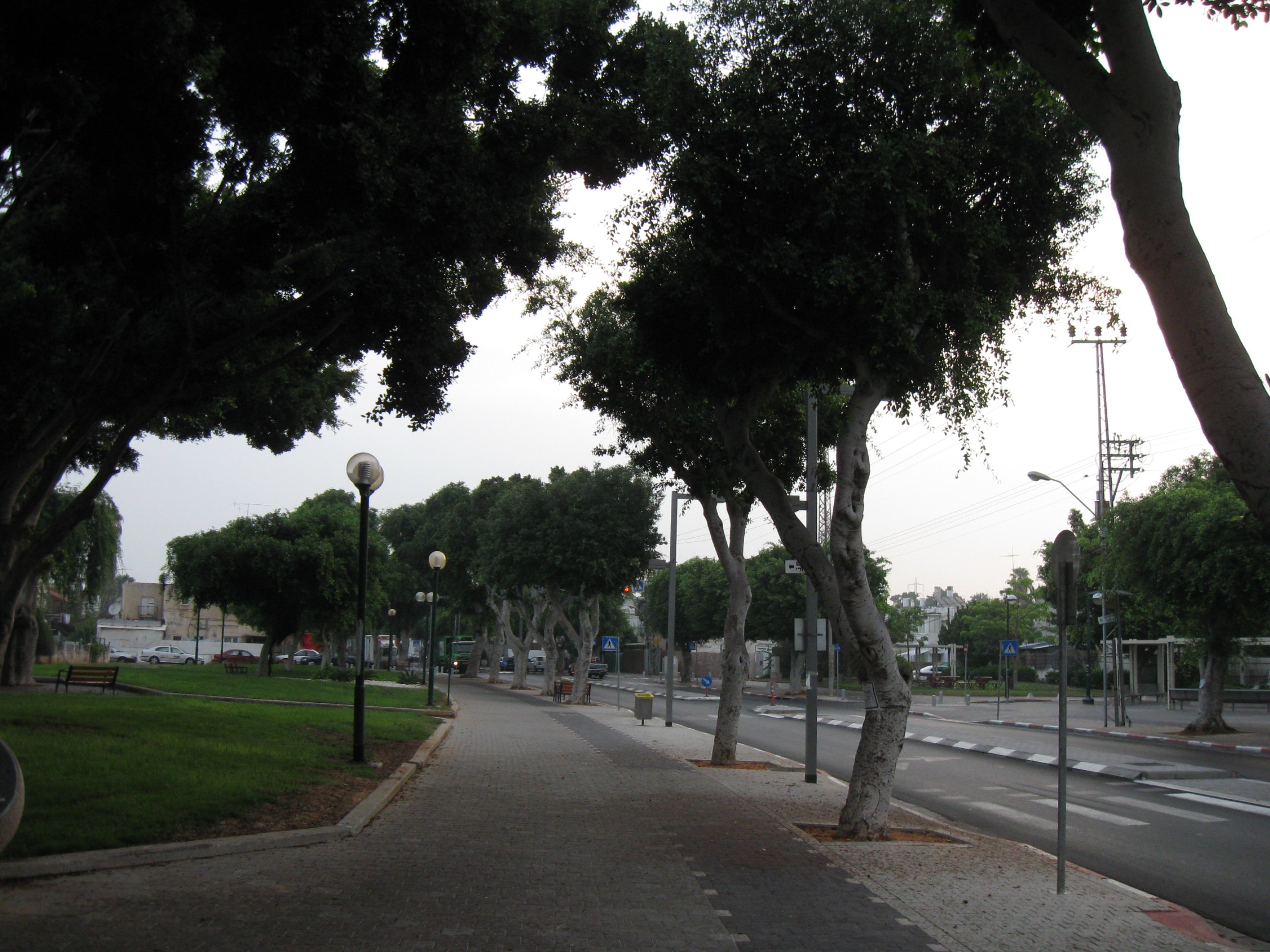
Zástavba v čtvrti Kirjat Šalom, třída Sderot Jisra'el Guri

Kirjat Šalom (hebrejsky: קריית שלום, doslova Město míru) je čtvrť v jižní části Tel Avivu v Izraeli. Je součástí správního obvodu Rova 8 a samosprávné jednotky Rova Darom.

## Geografie
Leží na jižním okraji Tel Avivu, cca 3 kilometry od pobřeží Středozemního moře, v nadmořské výšce okolo 20 metrů. Dopravní osou je dálnice číslo 20 (zde nazývaná Derech Chejl ha-Širjon), která probíhá po jihovýchodním okraji čtvrtě a stojí při ní roku 2011 zprovozněná železniční stanice Comet Cholon na železniční trati Tel Aviv – Bnej Darom. Na jihozápadě s ní sousedí čtvrť Neve Ofer, na severu Šim'on. Na jihovýchodě za tělesem dálnice číslo 20 začíná fragment původní zemědělské krajiny podél toku Nachal Ajalon. Na západ od čtvrti se rozkládají rozsáhlé parkové areály v lokalitě bývalé arabské vesnice Abu Kabir.

## Popis čtvrti
Plocha čtvrti je vymezena na severu třídou Derech Kibuc Galujot, na jihu Derech Ben Cvi, na východě dálnicí číslo 20 a na západě ulicí Pinchas Lavon. Zástavba má charakter husté blokové městské výstavby. V roce 2007 tu žilo 8544 lidí. 